# Osmani García
Osmani García González Kats (Guanabacoa, 22 maggio 1981) è un rapper e cantante cubano.

## Biografia
Ha partecipato al Festival Nazionale di Cuba all'età di 19 anni, e ha poi cofondato nel 2001 il gruppo "El Duo de Cristal". Prodotto inizialmente dalla casa discografica del produttore svizzero Massimo Scolari con l'etichetta "Around The Music". Nel 2006 entra a far parte del gruppo Los Van Van e ha cantato al Festival Internazionale di Cali in Colombia, con Maelo Ruiz. Nel marzo del 2012 ha condotto il suo primo tour in 14 città degli Stati Uniti d'America. La sua popolarità è dovuta soprattutto al singolo "El taxi", dove ha duettato con Pitbull, brano che ha totalizzato circa mezzo miliardo di visualizzazioni su YouTube, risultando così il giovane cantante cubano più ascoltato di sempre

## Controversie
La canzone Chupi Chupi è stata denunciata nel novembre del 2013 dal Ministro della Cultura di Cuba, Abel Prieto e dal presidente della Musica Cubana, Orland Vistelas.
L'esperta di musica e arte María Córdova ha criticato la canzone cubana sul quotidiano Granma, nell'articolo La vulgaridad en nuestra música: ¿Una elección del pueblo cubano? ("La volgarità nella nostra musica: una scelta del popolo cubano?")

## Discografia

### Album "El Malcriao"
- Intro
- La malcria
- Acaríciame
- Hacer el amor (feat. La Sociedad)
- No me enamoro (feat. Gente de Zona)
- Deja la locura (feat. Los Cuatro Jose El Pillo)
- Tú me hieres (feat. Laritza Bacallao)
- Loca (feat. Jose El Pillo Leoni Torres)
- Gira que te veo fija (feat. A.Daniel Jose El Pillo)
- Nada contigo
- No es culpa tuya
- Mujer

### Altri
- El pudín
- De me va la musa con Dayami La Musa
- Fue suyo el error
- Ella es mía
- La Puteria
- Mi amiguito, el pipi
- El mecánico
- Modelo modela
- La dura
- Miami Chilin
- Riki boom boom
- Playa de día y por la noche discoteca
- El españoliti
- Agua
- Pa´lo gallo de pelea
- Caminando por la calle feat. fabian cuspineda la voz
- Mi media naranja feat. Baby Lores
- Flotando ft. El Príncipe y Adonis
- Gol ft. El Pitbull
- El Taxi ft. El Pitbull (con Dayami La Musa)
- Culéala
- Barra abierta
- Las gemelas
- Tírate de clavao feat Wilian El Magnífico
- Fuléale el tanque feat Chocolate